# チャールズ・ワーグマン
チャールズ・ワーグマン（Charles Wirgman、1832年8月31日 - 1891年2月8日）は、イギリス人の画家・漫画家。幕末期に記者として来日し、当時の日本のさまざまな様子・事件・風俗を描き残すとともに、「ポンチ絵」のもととなった日本最初の漫画雑誌『ジャパン・パンチ』を創刊した。また、五姓田義松や高橋由一をはじめとする様々な日本人画家に洋画の技法を教えた。

## 生涯

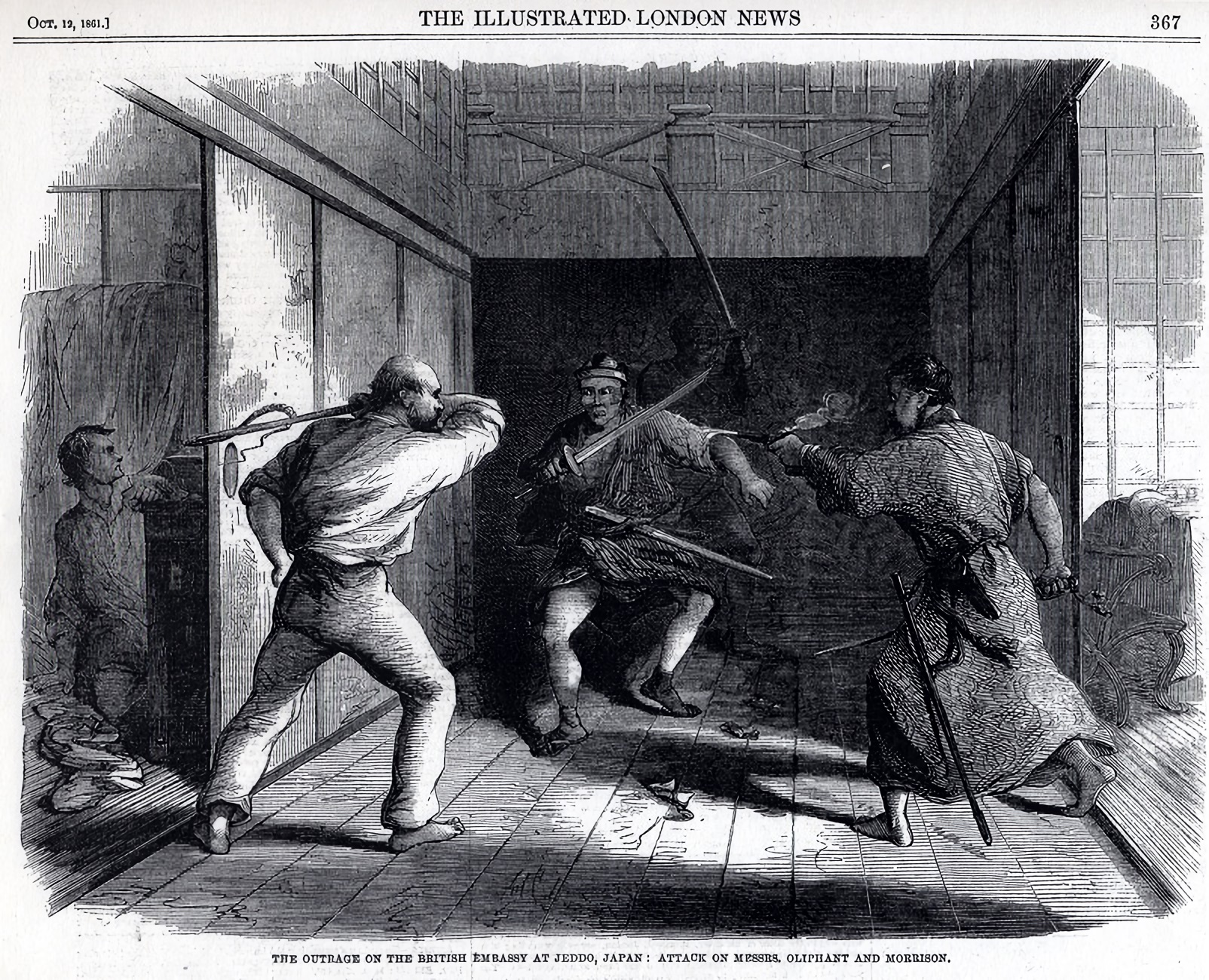
1861年10月12日のイラストレイテド・ロンドン・ニュースに掲載された、ワーグマン画による第一次東禅寺事件。乗馬用の鞭で反撃する一等書記官オリファント。襖の陰に隠れているのが長崎領事モリソン。

1832年にロンドンのスウェーデン系の家で生まれ、1852年ごろパリにて絵を学んだといわれ、またそのころ陸軍に入隊して大尉を務めたとされるなど、不明な点が多い。1857年に「イラストレイテッド・ロンドン・ニューズ」の特派記者兼挿絵画家として広東にアロー戦争の取材のため来訪。1861年4月25日に長崎を訪れ、その後イギリス公使オールコックの一行に伴って、陸路を通り江戸まで旅行するが、7月5日（文久元年5月28日）にイギリス公使館となっていた東禅寺にて水戸藩浪士の襲撃を受ける。この時ワーグマンは、縁の下に避難しながら事件の一部始終を記録し、これを記事とスケッチにして横浜から発信している。
1862年には居留外国人向けの雑誌『ジャパン・パンチ』を創刊。これはイギリスの風刺漫画雑誌パンチを模したものである。横浜居留地の人々の暮らしや日本政府への批判、同業の英字新聞への攻撃などを風刺漫画と文章で描いた。ただし多忙のためか、第2号は1865年に発刊されており、そののち22年間にわたって月刊誌として刊行されていった。
1863年、日本人女性の小沢カネと結婚。この年薩英戦争が勃発、ワーグマンも取材のために写真家フェリーチェ・ベアトとイギリス艦隊に同行し記事などを書いている（彼とは後に「ベアト・アンド・ワーグマン商会」を設立している）。また同年から翌1864年にかけて、下関戦争についても記事や挿絵をロンドンに送っている。同年、長男の一郎が誕生。
1865年に五姓田義松がワーグマンの許に入門、翌1866年には高橋由一が入門する。また1874年には小林清親が入門しようと尋ねた。

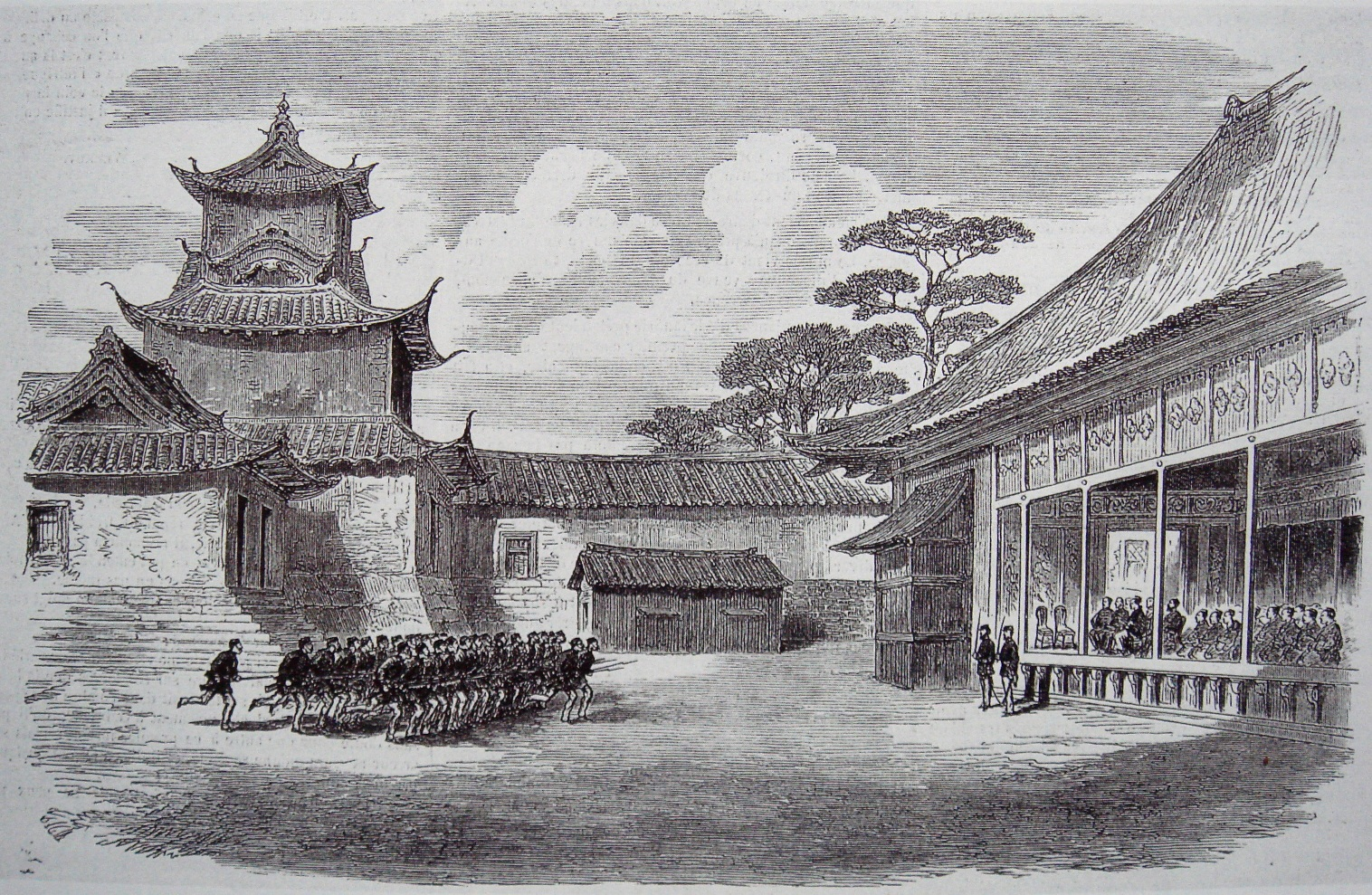
ワーグマン画による1867年8月10日のイラストレイテッド・ロンドン・ニューズの挿絵。大坂城内で徳川慶喜に訓練を披露する英国陸軍第9連隊の兵士。

1867年、ハリー・パークスやアーネスト・サトウに伴い、徳川慶喜との会見に臨むため大坂に出立。このとき大坂の風景スケッチとともに、慶喜の肖像画も描いている。その後、江戸に向かう途中の掛川宿で例幣使の襲撃を受けるが、かろうじて難を避けることができた。
1885年、『A Sketch Book of Japan』を刊行。
1887年3月にジョルジュ・ビゴーへの挨拶を含めた『ジャパン・パンチ』の最終号を発刊。イギリスに帰国する。翌1887年に弟ブレイクとロンドンで展覧会を開いた後、再び来日するが病に倒れる。
1891年、横浜にて58歳で死去、横浜外人墓地に葬られる。毎年命日の2月8日には、横浜文芸懇話会によって、「ポンチ・ハナ祭り」（ワーグマン祭）がワーグマンの墓前にて開かれている。ちなみに彼の直系の子孫は1945年に途絶えて存在しないとされる。

### 関連文献
- ワーグマン『幕末維新素描紀行』山本秀峰編訳、露蘭堂、2017年
- オールコック『長崎から江戸へ 1861年日本内地の旅行記録』山本秀峰編訳、露蘭堂、2011年。挿画担当
- 重富昭夫『ワーグマンと横浜　風刺漫画のルーツ、英人ジャーナリスト』暁印書館、1985年
- 重富昭夫『ワーグマンとその周辺　横浜を愛したポンチ絵の元祖』ほるぷ出版、1987年
- 翔田寛『消えた山高帽子 チャールズ・ワーグマンの事件簿』東京創元社、2008年 ISBN 978-4-488-48001-1 - ワーグマンを探偵役とした推理小説。